# Colpo grosso al casinò
Colpo grosso al casinò (Mélodie en sous-sol) è un film del 1963 diretto da Henri Verneuil.
Si tratta del ventesimo film del regista francese Henri Verneuil, che nel 1969 dirigerà nuovamente Jean Gabin e Alain Delon ne Il clan dei siciliani.

## Trama
Charles, un vecchio delinquente appena uscito di prigione, rifiuta la proposta della moglie di ritirarsi a una vita più tranquilla. Prepara un piano per svaligiare il casinò di Cannes. Gli fa da spalla un giovane scippatore anch'egli uscito di prigione. Il colpo, preparato con precisione cronometrica, riesce alla perfezione. Più difficile la fuga, resa impossibile da una serie di circostanze.

## Luoghi delle riprese
Tra i luoghi in cui si sono svolte le riprese vi sono Cannes e Sarcelles.

## Distribuzione
Venne distribuito in Francia il 19 marzo 1963, mentre in Italia uscì l'11 agosto dello stesso anno e venne riedito il 2 luglio 1970.

## Versione colorizzata
Esiste una versione colorizzata nel 1994 della durata di 103 minuti distribuita in Francia.